# Melissodes tepaneca
Melissodes tepaneca är en biart som beskrevs av Cresson 1878. Melissodes tepaneca ingår i släktet Melissodes och familjen långtungebin. Inga underarter finns listade i Catalogue of Life.